# Oroszországi Föderáció Kommunista Pártja
Az Oroszországi Föderáció Kommunista Pártja baloldali, kommunista irányultságú párt Oroszországban. A pártnak frakciója van az Állami Dumában, a 2016-os oroszországi parlamenti választást követően az ország második legerősebb pártja. Utódpártja a Szovjetunió Kommunista Pártjának. Vezetője Gennagyij Andrejevics Zjuganov.